# Roxie Roker
Roxie Albertha Roker (Miami, 28 agosto 1929 – Los Angeles, 2 dicembre 1995) è stata un'attrice statunitense di origini bahamensi.

## Biografia
Attrice televisiva, cinematografica e teatrale, Roxie Roker si fece notare nel 1970 grazie all'opera The River Niger, che le fece vincere l'Obie Award e per il quale ottenne una candidatura ai Tony Award per la migliore interpretazione drammatica nel 1974. Del 1974 è anche il film Claudine, dove recitò il ruolo di Mrs. Winston. Raggiunse notorietà internazionale interpretando, tra il 1975 e il 1985, il ruolo di Helen Willis nella sitcom I Jefferson, cioè la metà della prima coppia interrazziale ad apparire alla televisione statunitense in prima serata. Dopo la partecipazione nel 1987 al film Donne amazzoni sulla Luna, la Roker dedicò gli ultimi anni della sua carriera al piccolo schermo, comparendo come guest star nelle serie televisive La signora in giallo, Love Boat e Tutti al college.
Roxie Roker era la madre del musicista Lenny Kravitz (il quale le dedicò il brano Thinking of You) e la nonna di Zoë Kravitz, ed è stata la suocera di Lisa Bonet. Morì il 2 dicembre 1995 a Los Angeles, a causa di un cancro al seno, all'età di 66 anni. Alla morte della madre Lenny Kravitz fa riferimento anche nel brano Johnny Cash.

## Filmografia

### Cinema
- Claudine, regia di John Berry (1974)
- Donne amazzoni sulla Luna (Amazon Women on the Moon), registi vari (1987)
- Penny Ante: The Motion Picture, regia di Gavin Wilding (1990)

### Televisione
- Arcibaldo (All in the Family) - serie TV, 1 episodio (1975)
- I Jefferson (The Jeffersons) - serie TV, 196 episodi (1975-1985)
- Kojak - serie TV, episodio 4x03 (1976)
- Radici (Roots) - miniserie TV, 2 episodi (1977)
- La grande lotteria (Sweepstakes) - serie TV, 1 episodio (1979)
- Fantasilandia (Fantasy Island) - serie TV, 1 episodio (1982)
- New York New York (Cagney & Lacey) - serie TV, 1 episodio (1985)
- Love Boat (The Love Boat) - serie TV, 1 episodio (1986)
- Trapper John (Trapper John, M.D.) - serie TV, 1 episodio (1986)
- ABC Afterschool Specials - serie TV, 2 episodi (1983-1987)
- Scuola di football (1st & Ten) - serie TV, 1 episodio (1987)
- Mike Hammer investigatore privato (The New Mike Hammer) - serie TV, 1 episodio (1987)
- 227 - serie TV, 1 episodio (1988)
- La signora in giallo (Murder, She Wrote) - serie TV, episodio 8x02 (1991)
- Tutti al college (A Different World) - serie TV, 1 episodio (1991)
- Mr. Cooper (Hangin' with Mr. Cooper) - serie TV, 1 episodio (1993)

## Doppiatrici italiane
Nelle versioni in italiano dei suoi lavori, Roxie Roker è stata doppiata da:
- Graziella Porta ed Elisabetta Cesone ne I Jefferson